# Буркхард, Вилли
Вилли Буркхард (нем. Willy Burkhard; 17 апреля 1900, Лойбринген, теперь Эвилар — 18 июня 1955, Цюрих) — швейцарский композитор.

## Биография
Учился у Зигфрида Карга-Элерта и Роберта Тайхмюллера в Лейпциге, и в Мюнхене у Вальтера Курвуазье. В 1928—37 годах преподавал в Бернской, а с 1942 года — в Цюрихской консерватории. Испытал влияние творчества Белы Бартока, Игоря Стравинского, Арнольда Шёнберга. Для Буркхарда характерно использование музыкальных элементов народного эпоса, а также сказочной фантастики. Среди учеников — Клаус Хубер.

## Сочинения
- опера «Чёрный паук» (1949, Цюрих; вторая редакция — 1954, Базель)
- оратория «Лик Исайи»
- 10 кантат («Тиль Уленшпигель» и др.)
- 3 симфонии (1928—1949)